# Ung Magnus
Ung Magnus is een compositie van de Noorse componist/dirigent/zangpedagoog Olaus Andreas Grøndahl. Grøndahl stond aan de wieg van de oprichting van een aantal koren in Noorwegen. De compositie Ung Magnus (Jonge Magnus) stamt echter uit de tijd ervoor. De koorwereld van Noorwegen werd nog grotendeels gevormd voor mannenkoren. Tegelijkertijd was er het opkomend nationalisme om een breuk te forceren in de personele unie met Zweden. Daartoe grepen componisten terug op de in hun ogen heldhaftige periode van Noorwegen, in dit geval Magnus IV van Noorwegen. 
Ung Magnus is (in Noorwegen) een van de bekendere werken van Grøndahl. Het werd voor het eerst gezongen op 10 juni 1870 door het Behrens Kwartet (een koor) in een concert georganiseerd door actrice Laura Gundersen.